# Marché pragois
Le Marché pragois (en tchèque, Pražská tržnice ; parfois aussi Holešovická tržnice, Marché d'Holesovice) est un ensemble de bâtiments protégés de Prague, situés dans le quartier de Prague 7 - Holesovice. Les bâtiments présentent des éléments Art Nouveau et néo-Renaissance ; ils ont été construits en 1893–1895 selon les plans de l'architecte Josef Srdínek pour l'abattoir central de la ville royale de Prague. L'abattoir a servi jusqu'en 1983, date à laquelle il a été reconstruit en marché. Depuis 1993, le site est protégé en tant que monument culturel.

## L'abattoir central de la ville royale de Prague
En 1885, l'ingénieur municipal Josef Srdínko, l'architecte principal municipal Antonín Wiehl, l'inspecteur du marché aux bestiaux František Xaver Červený et le président de l'association des bouchers de la Nouvelle Ville Josef Štípek ont participé à la conception des bâtiments et à l'emplacement des abattoirs. La construction a commencé le 6 mars 1893 et le 1er juillet 1895, le complexe a été officiellement ouvert.[réf. nécessaire]

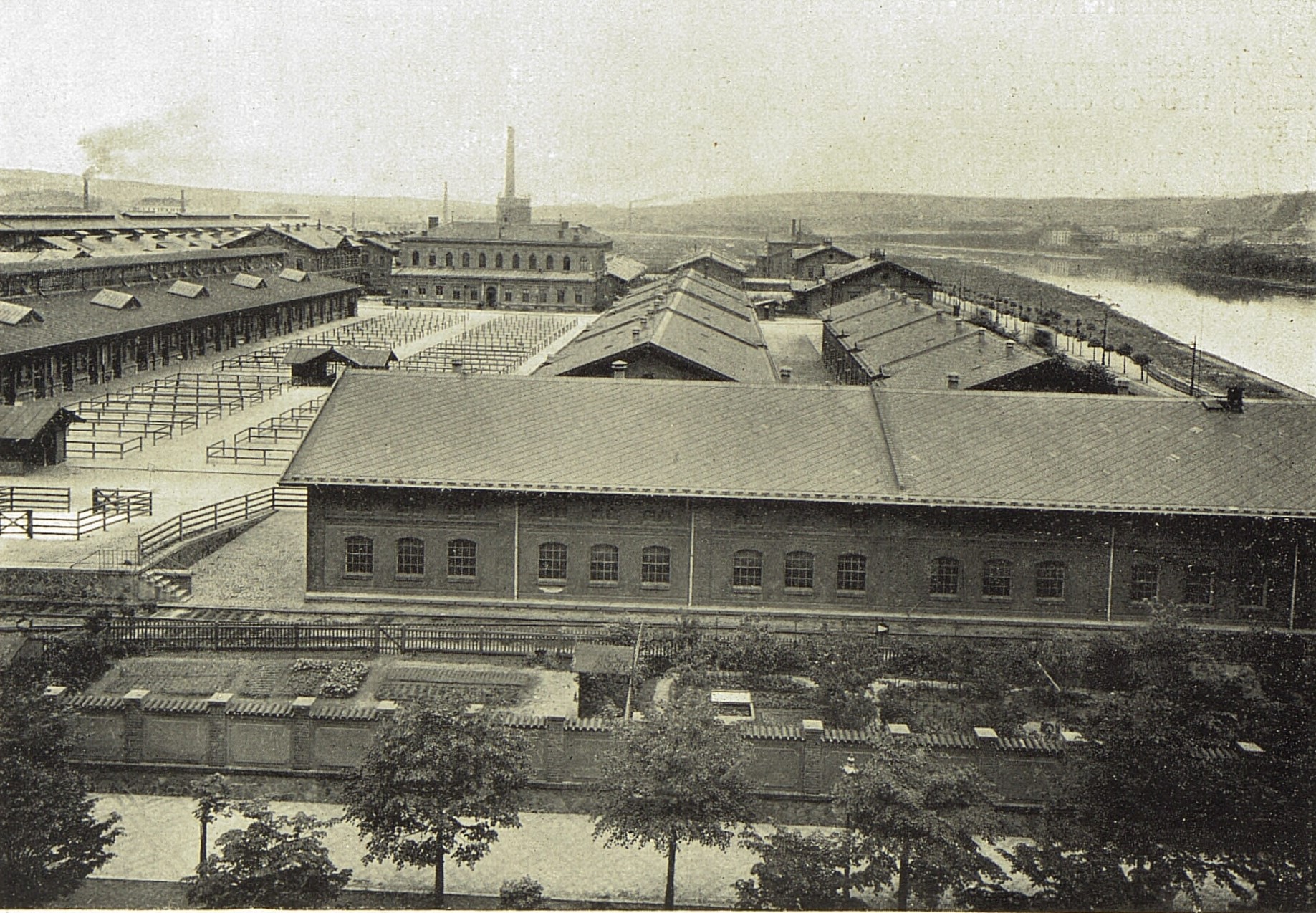
Abattoir de Prague 1905 (photo Czech World)

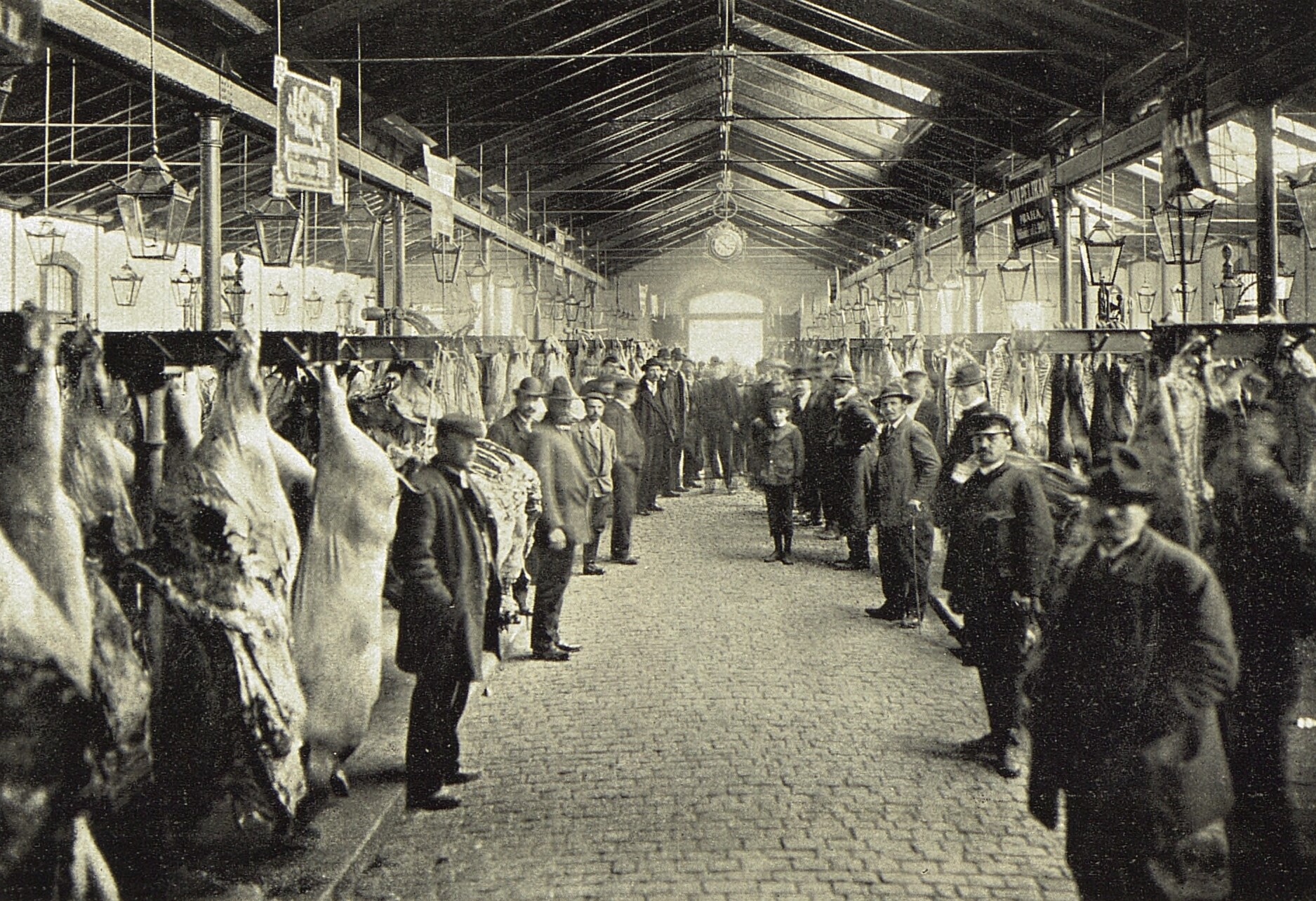
Abattoir de Prague 1905, intérieur (petit marché aux bestiaux)

Dès le début, l'abattoir utilisait la vapeur de sa propre chaufferie et son éclairage au gaz. Après la construction de la centrale électrique de Holešovice, un caloduc a été introduit dans l'abattoir en 1932 et l'éclairage a été changé en électrique. L'abattoir était équipé d'unités de réfrigération à l'ammoniac provenant des usines Škoda de Plzen. Les structures de toit en acier ont été fournies par Kolben-Daněk.
En 1929, 73 millions de kilos de viande et 85 millions de bovins au prix de 1 870 000 000 CZK ont été payés.
A l'entrée principale du Bubenské nábřeží, deux sculptures monumentales d'un Homme au Taureau reposent sur des socles massifs, parfois appelés allégories du Marché et de l'Abattoir. À l'est se trouve une sculpture de Bohuslav Schnirch, à l'ouest une sculpture de Čeňko Vosmík, toutes deux de 1895.

## Marché pragois
Après la fin de l'exploitation en 1983, l'abattoir a été transformé en marché. À l'origine, il était censé s'adresser principalement aux grossistes, mais il a rapidement trouvé la faveur des petits acheteurs également. L'architecte Jiří Lasovský a développé une nouvelle solution pour l'utilisation de la zone tout en préservant l'aspect original des bâtiments. En 1995, il a été loué pour cinquante ans à la société par actions privée Delta Climatizer de Brandýs nad Labem. En 2000, selon l'architecte Jaromír Pitzinger, la salle des tripes et de l'éviscération a été reconstruite en théâtre musical et la chambre froide à plusieurs étages a été adaptée en bureaux.
Outre les marchés vietnamiens, il existe un certain nombre d'autres magasins et services. Des marchés de producteurs y sont également organisés.
Jusqu'en 2012, le marché était exploité par Delta Center. Cependant, la ville a résilié son bail en 2012 en raison d'une prétendue dette de loyer de deux cents millions de dollars, et depuis début 2013, elle essaie de gérer seule le marché. La société Delta Center a cependant contesté la dette, n'a pas respecté l'avis et a voulu se défendre en justice, soulignant qu'elle avait investi des centaines de millions de couronnes dans le complexe.
En 2012, il a été envisagé que l'un des bâtiments du marché puisse abriter la nouvelle mairie du quartier Prague 7.

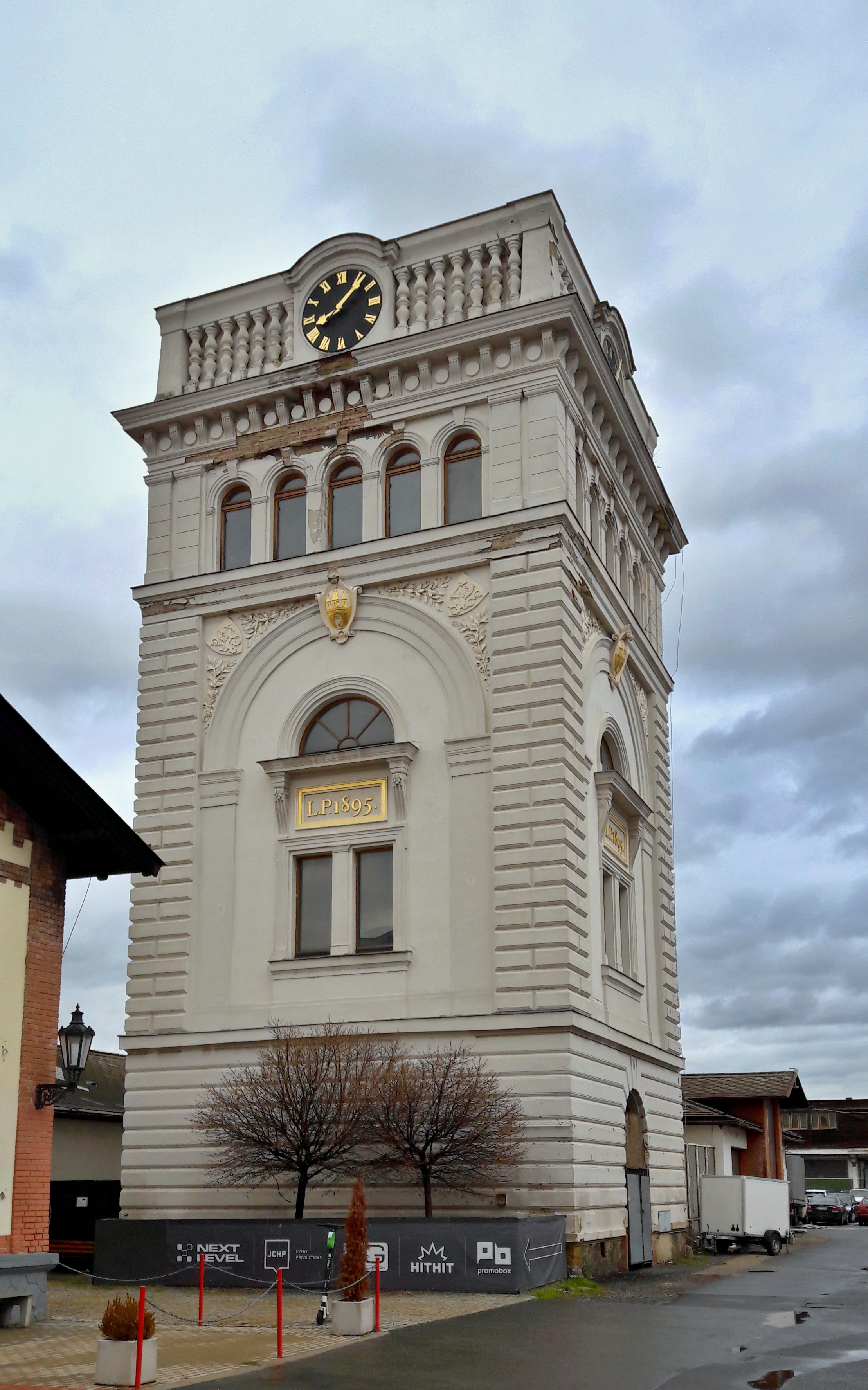
Château d'eau dans la zone du marché

## Protection
Toute la zone est protégée comme monument culturel. La mairie de la ville de Prague (MHMP) a demandé que la protection soit limitée à certains bâtiments seulement. Selon le MHMP, seuls le château d'eau néo-baroque, le Palais de la Bourse de l'Abattage et les deux halles symétriques près du portail doivent rester protégés. La porte ornée de sculptures de taureaux de Bohuslav Schnirch et Čeňko Vosmík est répertoriée comme un objet distinct sur la liste des monuments culturels selon le MHMP. La ville souhaitait supprimer la protection afin de simplifier et de rendre l'entretien moins couteux. Début 2013, le ministère de la Culture a rejeté la demande de limitation de protection.

## Liens
- ARIES, Lukáš, éd. et VALCHÁŘOVÁ, Vladislava, éd. Prague industrielle : bâtiments techniques et architecture industrielle de Prague : un guide. 2., diff. éd. A Prague : Université technique tchèque, ©2007. 303 p.  (ISBN 978-80-01-03586-3) . Chapitre 3 : Holešovice, p. 62, n° 67.
- JÁSEK, Jaroslav. Châteaux d'eau de Prague. Éd. 1. Prague : Atelier VR, 2000. 104 p.  (ISBN 80-238-6478-5) . p. 20-21.
- Návštěva v ústředních jatkách pražských. S. 59–62. Monde tchèque [en ligne]. 1905-06-09 [cit. 2021-06-25]. p. 59–62. Disponible en ligne .

- Společenstvo vodárenských věží: Praha – Holešovice. Ing. Robert Kořínek, Ph.D. a Mgr. Petra Kořínková.
- historické fotografie ústředních jatek Český svět, 9.6.1905